# Rosalie (pel·lícula de 2023)
Rosalie és una pel·lícula de drama històric de 2023 dirigida per Stéphanie Di Giusto a partir d'un guió de la mateixa Di Giusto i Sandrine Le Coustumer, basat en un tractament de Le Coustumer i Alexandra Echkenazi. La pel·lícula és protagonitzada per Nadia Tereszkiewicz i Benoît Magimel. Està vagament inspirada en la vida de Clémentine Delait, una famosa dona barbuda francesa de principis del segle xx. S'ha doblat i subtitulat al català.
Es va exhibir per primer cop a la secció Un certain regard al 76è Festival de Canes el 18 de maig de 2023, on va competir per la Queer Palm. Es va estrenar als cinemes de França el 10 d'abril de 2024.